# Jalen Rose
Jalen Anthony Rose (Detroit, 30 gennaio 1973) è un ex cestista e opinionista statunitense, professionista nella NBA. È la prima persona di sempre con il nome Jalen

## Biografia
È il figlio di Jimmy Walker.

## Carriera

### Il college e il draft
Al college Jalen Rose va a Michigan dove entra a far parte di una delle squadre di college più famose di sempre, i Fab Five, formati da tre future stelle NBA, ovvero lo stesso Rose, Juwan Howard e Chris Webber. Arrivati alla finale NCAA per due anni, nel 1992 e nel 1993, perdono la seconda finale perché Webber a pochi secondi dalla fine chiama un time-out senza averne alcuno a disposizione; ciò viene sanzionato con un fallo tecnico, il che fa perdere la partita ai Wolverines di Michigan. Rose si dichiara eleggibile per il draft NBA 1994 e viene selezionato come 13ª scelta assoluta dai Denver Nuggets.

### Le stagioni a Denver e l'approdo ai Pacers
A Denver Rose gioca una buona prima stagione che gli vale l'inclusione nel secondo quintetto di rookie per la stagione 1994-95. Fin dall'inizio della sua carriera però deve fare i conti con quello che sarà il suo problema principale nella lega, ovvero l'identificazione di un ruolo. Rose ha la taglia per giocare ala piccola, ma la sua volontà e le sue doti di passatore lo portano anche a giocare point guard. Nell'estate 1996, dopo due stagioni a Denver, Rose viene ceduto agli Indiana Pacers in cambio di Mark Jackson e Ricky Pierce.

### I Pacers e l'approdo in finale
La svolta per la carriera di Rose arriva quando all'inizio della stagione 1997-98 arriva sulla panchina dei Pacers Larry Bird. Con il nuovo allenatore Rose produce le sue migliori stagioni in carriera, e anche i risultati di squadra sono eccelsi. Nella stessa stagione 1997-98 i Pacers arrivano alla finale della Eastern Conference, venendo eliminati dai Chicago Bulls di Michael Jordan diretti a vincere il terzo titolo consecutivo. L'anno successivo i Pacers arrivano ancora alla finale della Conference, questa volta contro i New York Knicks. I Pacers sono nettamente favoriti, contro una squadra priva del leader Patrick Ewing, ma la prova di orgoglio della squadra di New York, elimina i Pacers in sei partite. L'anno dopo è l'anno della consacrazione per Rose; vince il premio per il giocatore più migliorato della lega; inoltre l'affiatamento con Reggie Miller arriva a tale punto che i due sono ritenuti una delle migliori accoppiate della lega. Nei play-off i Pacers eliminano i Milwaukee Bucks in cinque gare, i Philadelphia 76ers in sei gare e, nella rivincita della sfida dell'anno prima, i New York Knicks in sei partite. Per Rose questi play-off sono la consacrazione e il riconoscimento da parte di tutti dello status di stella NBA. In finale i Pacers incontrano i Los Angeles Lakers di Kobe Bryant e Shaquille O'Neal. La squadra di Los Angeles è nel complesso più forte, ma impiega comunque 6 partite per avere ragione dei Pacers.

### La partenza dai Pacers
Nella stagione 2000-01 Larry Bird lascia la panchina e al suo posto arriva Isiah Thomas. I Pacers perdono nei play-off al primo turno contro i 76ers. Le incomprensioni tra Rose e il nuovo allenatore sono notevoli tanto che la guardia dei Pacers viene ceduta nel febbraio 2002 ai Bulls in cambio di Brad Miller, Ron Mercer e Ron Artest. Iniziano così le peregrinazioni di Rose in diverse squadre: nel dicembre 2003 viene scambiato ai Toronto Raptors con Donyell Marshall in cambio di Antonio Davis e Jerome Williams. Nel febbraio 2006 viene girato ai New York Knicks in cambio di Antonio Davis, e nell'estate dello stesso anno viene acquistato dai Phoenix Suns, squadra nella quale Rose ha militato sino all'eliminazione dai play-off 2007.

## Statistiche

### College
| Anno      | Squadra             | PG  | PT  | MP   | TC%  | 3P%  | TL%  | RP  | AP  | PRP | SP  | PP   |
| --------- | ------------------- | --- | --- | ---- | ---- | ---- | ---- | --- | --- | --- | --- | ---- |
| 1991-1992 | Michigan Wolverines | 34  | 33  | 33,1 | 48,6 | 32,4 | 75,6 | 4,3 | 4,0 | 1,1 | 0,2 | 17,6 |
| 1992-1993 | Michigan Wolverines | 36  | 36  | 34,3 | 44,6 | 32,0 | 72,0 | 4,2 | 3,9 | 1,2 | 0,4 | 15,4 |
| 1993-1994 | Michigan Wolverines | 32  | 32  | 36,0 | 46,1 | 35,5 | 73,4 | 5,7 | 3,9 | 1,2 | 0,2 | 19,9 |
| Carriera  | Carriera            | 102 | 101 | 34,4 | 46,4 | 33,6 | 73,8 | 4,7 | 3,9 | 1,2 | 0,3 | 17,5 |

### NBA

#### Regular Season
| Anno      | Squadra         | PG  | PT  | MP   | TC%  | 3P%  | TL%  | RP  | AP  | PRP | SP  | PP   |
| --------- | --------------- | --- | --- | ---- | ---- | ---- | ---- | --- | --- | --- | --- | ---- |
| 1994-1995 | Denver Nuggets  | 81  | 37  | 22,2 | 45,4 | 31,6 | 73,9 | 2,7 | 4,8 | 0,8 | 0,3 | 8,2  |
| 1995-1996 | Denver Nuggets  | 80  | 37  | 26,7 | 48,0 | 29,6 | 69,0 | 3,3 | 6,2 | 0,7 | 0,5 | 10,0 |
| 1996-1997 | Indiana Pacers  | 66  | 6   | 18,0 | 45,6 | 29,2 | 75,0 | 1,8 | 2,3 | 0,9 | 0,3 | 7,3  |
| 1997-1998 | Indiana Pacers  | 82  | 0   | 20,8 | 47,8 | 34,2 | 72,8 | 2,4 | 1,9 | 0,7 | 0,2 | 9,4  |
| 1998-1999 | Indiana Pacers  | 49  | 1   | 25,3 | 40,3 | 26,2 | 79,1 | 3,1 | 1,9 | 1,0 | 0,3 | 11,1 |
| 1999-2000 | Indiana Pacers  | 80  | 80  | 37,2 | 47,1 | 39,3 | 82,7 | 4,8 | 4,0 | 1,1 | 0,6 | 18,2 |
| 2000-2001 | Indiana Pacers  | 72  | 72  | 40,9 | 45,7 | 33,9 | 82,8 | 5,0 | 6,0 | 0,9 | 0,6 | 20,5 |
| 2001-2002 | Indiana Pacers  | 53  | 53  | 36,5 | 44,4 | 35,6 | 83,9 | 4,7 | 3,7 | 0,8 | 0,5 | 18,5 |
| 2001-2002 | Chicago Bulls   | 30  | 30  | 40,5 | 47,0 | 37,0 | 83,9 | 4,1 | 5,3 | 1,1 | 0,5 | 23,8 |
| 2002-2003 | Chicago Bulls   | 82  | 82  | 40,9 | 40,6 | 37,0 | 85,4 | 4,3 | 4,8 | 0,9 | 0,3 | 22,1 |
| 2003-2004 | Chicago Bulls   | 16  | 14  | 33,1 | 37,5 | 42,6 | 76,5 | 4,0 | 3,5 | 0,8 | 0,3 | 13,3 |
| 2003-2004 | Toronto Raptors | 50  | 50  | 39,4 | 41,0 | 31,1 | 82,2 | 4,0 | 5,5 | 0,8 | 0,4 | 16,2 |
| 2004-2005 | Toronto Raptors | 81  | 65  | 33,5 | 45,5 | 39,4 | 85,4 | 3,4 | 2,6 | 0,8 | 0,1 | 18,5 |
| 2005-2006 | Toronto Raptors | 46  | 22  | 26,9 | 40,4 | 27,0 | 76,5 | 2,8 | 2,5 | 0,4 | 0,2 | 12,1 |
| 2005-2006 | N.Y. Knicks     | 26  | 23  | 28,7 | 46,0 | 49,1 | 81,2 | 3,2 | 2,6 | 0,4 | 0,1 | 12,7 |
| 2006-2007 | Phoenix Suns    | 29  | 0   | 8,5  | 44,2 | 44,7 | 91,7 | 3,6 | 2,5 | 0,2 | 0,1 | 3,7  |
| Carriera  | Carriera        | 923 | 572 | 30,3 | 44,3 | 35,5 | 80,1 | 3,5 | 3,8 | 0,8 | 0,3 | 14,3 |

#### Play-off
| Anno     | Squadra        | PG | PT | MP   | TC%  | 3P%  | TL%  | RP  | AP  | PRP | SP  | PP   |
| -------- | -------------- | -- | -- | ---- | ---- | ---- | ---- | --- | --- | --- | --- | ---- |
| 1995     | Denver Nuggets | 3  | 3  | 33,0 | 46,4 | 25,0 | 60,0 | 3,7 | 6,0 | 1,0 | 0,7 | 10,0 |
| 1998     | Indiana Pacers | 15 | 0  | 19,5 | 48,0 | 37,5 | 74,1 | 1,8 | 1,9 | 0,7 | 0,4 | 8,1  |
| 1999     | Indiana Pacers | 13 | 0  | 27,3 | 44,2 | 34,8 | 82,4 | 2,4 | 2,5 | 1,0 | 0,4 | 12,2 |
| 2000     | Indiana Pacers | 24 | 23 | 41,9 | 43,7 | 42,9 | 80,5 | 4,4 | 3,4 | 0,7 | 0,5 | 20,8 |
| 2001     | Indiana Pacers | 4  | 4  | 41,0 | 38,0 | 31,3 | 100  | 4,5 | 2,8 | 1,5 | 0,3 | 18,0 |
| 2007     | Phoenix Suns   | 1  | 0  | 9,0  | 25,0 | 0,0  | 0,0  | 1,0 | 2,0 | 0,0 | 0,0 | 2,0  |
| Carriera | Carriera       | 59 | 30 | 31,9 | 43,8 | 38,5 | 80,1 | 3,2 | 2,9 | 0,8 | 0,4 | 14,6 |

## Palmarès
- McDonald's All-American Game (1991)
- NCAA AP All-America Second Team (1994)
- NBA Most Improved Player (2000)
- NBA All-Rookie Second Team (1995)

## Filmografia

### Cinema
- Rimbalzi d'amore, regia di Sanaa Hamri (2010)

### Televisione
- Black Mafia Family - serie TV, episodio 2x06 (2023)
- Running Point - serie TV, 2 episodi (2025)

## Doppiatori italiani
Nelle versioni in italiano delle opere in cui ha recitato, Jalen Rose è stato doppiato da:
- Luca Ghignone in Running Point